# Овчинников, Виктор Васильевич
Виктор Васильевич Овчинников (род. 12 августа 1958 года в селе Скородное Губкинского района, СССР) — российский историк, общественный деятель.
Профессор факультета экономики и предпринимательства Международного славянского института им. Г. Р. Державина, член корреспондент Международной Кирилло-Мефодиевской академии славянского просвещения (2000), почётный академик Международной академии минеральных ресурсов (1999), член Академии менеджмента и рынка (2010), доктор философии Всемирного информационного распределительного университета (Брюссель, Бельгия, 2000), заместитель председателя Белгородской Общественной палаты, председатель Белгородского отделения общества «Знание» России (до 2013 г.).

## Биография
С 1970 года работал подсобным рабочим в бригаде каменщиков Новооскольского РСУ-1, с 1975 по 1977 год был учителем истории средней школы в селе Крюк Новооскольского района.
В 1982 году окончил историко-филологический факультет Белгородского государственного педагогического института им. М. С. Ольминского по специальности история и иностранный язык, учитель истории, обществоведения, английского языка. С 1983 по 2000 преподавал в Белгородском государственном педагогическом институте.
В 1987 году В. В. Овчинников окончил очную аспирантуру Московского государственного университета им. М. В. Ломоносова и решением диссертационного совета ему была присуждена ученая степень кандидата исторических наук. С 1991 года присвоено звание доцента по кафедре политической истории XX века.
В период 2000—2013 гг. являлся начальником отдела по научно-исследовательской работе Белгородского филиала государственного образовательного учреждения высшего профессионального образования «Московский государственный университет экономики, статистики и информатики (МЭСИ)».
В. В. Овчинников в 2000—2012 гг. являлся научным редактором научно-методического журнала «Экономика. Право. Статистика. Информатика».
С 2004 г. Овчинников В. В. заместитель главного редактора литературно-художественного журнала «Звонница».
С 2006 по 2013 гг. являлся председателем Белгородской областной организации общества «Знание России». С 2013 г. активно работает с Международным Ильинским комитетом, постоянный участник Иоасафовских и Серафимовских чтений, участник XIY-XIX Всемирных русских народных соборов.
Научно-педагогическая и просветительская работа им сочетается с активной общественной деятельностью. С 2007 г. он член Общественного Совета ЦФО, с 2009 г. — член Президиума Общественного Совета ЦФО, где плодотворно работал в составе комиссии по культуре и культурному наследию. С 2012 г. по 2015 г. он член Общественной палаты ЦФО. За активную работу в Общественном Совете ЦФО в 2007—2010 гг. отмечен тремя Благодарностями Полномочного представителя Президента РФ в ЦФО Г. С. Полтавченко.
С 2008 по 2012 г. Овчинников В. В. — председатель Общественной палаты Белгородской области, с 2013 г. по настоящее время заместитель председателя Общественной палаты Белгородской области, с 2010 г. сопредседатель Белгородского регионального отделения Международной организации «Всемирный Русский Народный Собор», в 2012—2013 гг. главный редактор журнала Общественной палаты Белгородской области «Белгородское солидарное общество».
В 2015 г. Общественной палатой РФ признан лидером общественного мнения Белгородской области.

## Монографии и работы
Он является автором: 6 монографий, 7 учебников и учебных пособий, 75 книг, 40 статей в области праксеологии малого предпринимательства, более 70 крупных историко-культурных и краеведческих работ, более 700 статей. В. В. Овчинников — автор идеи, концепции, руководитель проекта и главный редактор «Белгородской энциклопедии» (1998—2001). В 2002—2012 гг. Овчинниковым В. В. написаны и изданы фундаментальные историко-культурные труды, посвященные сохранению исторического наследия Белгородской области.
Среди них книги:
- «Новооскольский край: земля и люди России» (2002),
- «Белгород» (2003),
- «История Белгородчины. Краеведение» (2003),
- «60 лет Победы на Огненной дуге и освобождения Белгородчины» (2003),
- «Прохоровская земля Подвига и Славы» (2004),
- «50 лет Белгородской области: путь созидания» (2004),
- «Воспитанник духовной колыбели Святого Белогорья» (2007),
- «Молодежь Белгородчины» (2008),
- «Белгород на Северском Донце» (2008),
- «Белгород — город воинской славы» (2008),
- «Волоконовский край: история и современность» (2009),
- «Белогорье: 15 лет созидания» (2009),
- «Царев — Алексеев — Новый Оскол» (2009),
- «Легенды, тайны, чудеса, загадки, были, небыли, сказы Земли Белгородской» (2011),
- «Ракитянский район. История и современность» (2011).
- «Яблоневый сад Святого Белогорья» (2012),
- «Незабытое прошлое» (2012),
- «…И признает за ним мертвым» (2012),
- «Белгород. К 70-летию Великой Победы»(2015)

В написанных и опубликованных работах им впервые дан систематический анализ истории региона и его муниципальных образований, автором введен в историко-культурный оборот значительный объём новых архивных источников. В 2002—2015 гг. Овчинниковым В. В. подготовлено 12 исторических буклетов, отредактировано и отрецензировано 14 изданных краеведческих работ известных белгородских авторов.
В журнале «Звонница» им опубликована первая книга романа «Риза Господня» (2007—2013), либретто оперы «Белгородский полк» (2010—2013), серия статей по духовно-нравственному воспитанию граждан.
С 1990 по 2015 гг. для Белгородского областного радио Овчинниковым В. В. на благотворительной основе подготовлено 170 историко-культурных авторских передачи, а для Белгородского телевидения — 21. Ведёт большую просветительскую работу.

## Награды
- Знак Центрального Комитета ВЛКСМ и Министерства высшего и среднего специального образования СССР «За отличную учёбу» (Удостоверение Центрального Комитета ВЛКСМ и Министерства высшего и среднего специального образования СССР 10 апреля 1980 г.).
- Знак Центрального Комитета ВЛКСМ «Активному организатору детского спорта» (Удостоверение Центрального Комитета ВЛКСМ от 6 января 1983 г.).
- Медаль Русской Православной Церкви Святителя Иннокентия митрополита Московского и Коломенского (Патриарх Московский и всея Руси Алексий II 3 июля 2001 г. № 123).
- Государственная награда Российской Федерации Медаль ордена «За заслуги перед Отечеством» II степени. Награда № 56271 (Указ Президента Российской Федерации В. В. Путина от 6 апреля 2002 г.).
- Нагрудный знак «За большой вклад в реализацию государственной молодёжной политики Белгородской области» 31 № 00007 (Приказ управления по делам молодежи администрации области № 89 от 24 июня 2003 г.
- Памятная медаль «60 лет Победы в Курской битве» (Губернатор Белгородской области Е. С. Савченко. 2003 г.).
- Юбилейный памятный знак «Город Первого салюта Победы» (Губернатор Белгородской области Е. С. Савченко. 5 августа 2003 г.).
- Нагрудный знак Министерства образования и науки Российской Федерации «Почетный работник сферы молодёжной политики Российской Федерации» за значительный вклад в воспитание молодежи (Приказ Минобрнауки России от 14 сентября 2005 г. № 705/к-н).
- Юбилейная медаль «100 лет профсоюзам России» (Удостоверение Федерации независимых профсоюзов России. 2005 г.).
- Медаль «За заслуги в проведении Всероссийской сельскохозяйственной переписи 2006 года» (Приказ Федеральной службы государственной статистики от 29 декабря 2006 года № 247).
- Медаль «За большой вклад в реализацию молодёжной политики в Белгородской области» (Управление по делам молодежи Белгородской области 27 июня 2006 г. № 60).
- Орден Русской Православной Церкви Святителя Иннокентия Митрополита Московского и Коломенского III степени (Патриарх Московский и всея Руси Алексий II 12 августа 2008 г. № 27)
- Медаль «За заслуги перед Землей Белгородской» II степени (Распоряжение губернатора Белгородской области от 10 июня 2008 года. Награда № 359).
- Медаль «Непокоренные» за поддержку жертв нацизма и сохранение памяти о погибших в войне 1941—1945 гг. (Решение Совета Российского Союза бывших несовершеннолетних узников фашистских концлагерей 19 июня 2008 г.).
- Памятная медаль "За большой личный вклад в подготовку, организацию и эффективную реализацию проекта «Областной молодёжный экономический форум» (Управление по делам молодежи Белгородской области. Приказ № 310 от 2 сентября 2009 г.).
- Медаль «За активную военно-патриотическую работу» (Комиссия по общественным медалям и памятным знакам. Решение комиссии от 11 августа 2010 г. № 61)
- Медаль ДОСААФ России «Первый трижды Герой Советского Союза А. И. Покрышкин» (Постановление Бюро Президиума ЦС ДОСААФ России протокол № 19 от 25 февраля 2011 г.).
- Медаль «85 лет ДОСААФ России» (Удостоверение ДОСААФ России от 28 декабря 2011 г.).
- Медаль Русской Православной Церкви Святителя Иоасафа Епископа Белгородского, чудотворца III степени (Архиепископ Белгородский и Старооскольский Иоанн 5 октября 2011 г. № 110).
- Медаль «Ветеран МВД» (Удостоверение Совета ветеранов МВД от 17 апреля 2011 г.).
- Знак «За активную работу по патриотическому воспитанию граждан Белгородской области» (Департамент образования, культуры и молодёжной политики Белгородской области, протокол № 1 от 2 февраля 2011 г.).
- Ведомственный знак отличия Федеральной службы государственной статистики — медаль «За заслуги в проведении Всероссийской переписи населения 2010 г.» (Приказ Федеральной службы государственной статистики от 21 мая 2012 г. № 293).
- Памятная медаль «Патриот России» (Коллегия Российского государственного историко-культурного центра при Правительстве РФ 20 апреля 2011 г. № А-6446).
- Памятная медаль Л. Н. Толстого «Делай, что должно и пусть будет, что будет» (Государственный музей Л. Н. Толстого. 2011 г.)
- Государственная награда Российской Федерации Почетное звание «Заслуженный работник культуры Российской Федерации» (Указ Президента РФ В. В. Путина от 4 октября 2013 г. № 760).
- Императорская медаль «Юбилей Всенароднаго Подвига» 1613—2013 (Свидетельство на право ношения Главы Российского Императорского Дома Е.И.В. Государыни Великой Княгини Марии Владимировны 11/24 июля 2013 г. № 1313. 16 сентября 2013 года).

## Публикации о В. В. Овчинникове
- Овчинников Виктор Васильевич // Кряженков А. Н. Памятные имена : алексеевский биографический словарь / А. Н. Кряженков; науч. ред. проф. Воронежского гос. ун-та А. Н. Акиньшина. — Белгород, 2008. — С. 150—151 с. : фото.
- https://kraeved-gubkin.ucoz.ru/zemlyaki/Ovchinnikov/ovchinnikov_v.v..pdf Архивная копия от 28 декабря 2021 на Wayback Machine
- Шаповалов В. М. Овчинников Виктор Васильевич // Звонница. — 2007. — № 8. — С. 103—104.
- https://kraeved-gubkin.ucoz.ru/zemlyaki/Ovchinnikov/ovchinnikov-zvonnica.pdf Архивная копия от 28 декабря 2021 на Wayback Machine